# Barramundi
El barramundi (Lates calcarifer), o llobarro asiàtic, és una espècie de peix migratori de la família dels làtids de l'ordre dels perciformes. L'espècie es distribueix àmpliament per la conca Indo-Pacífica, abastant les aigües d'Orient Mitjà, Àsia meridional, sud-est asiàtic, Àsia oriental i Oceania.

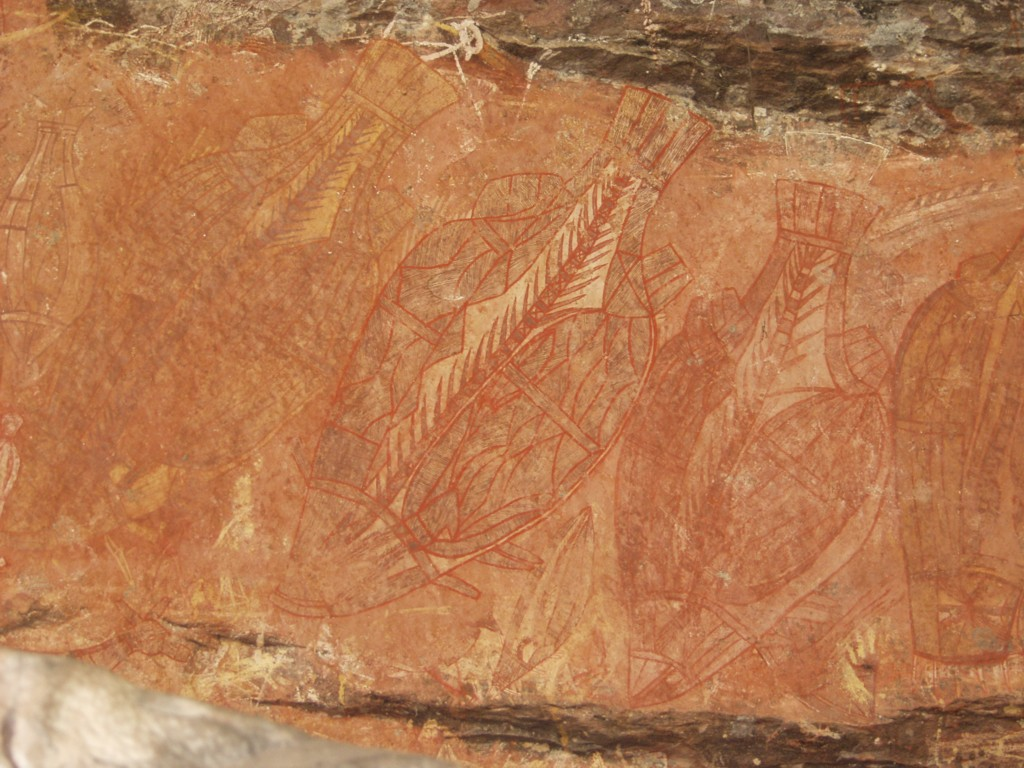
Art rupestre indígena australià que representa barramundis

Barramundi és un préstec d'una llengua aborigen australiana de l'àrea de Rockhampton a Queensland. Originàriament, el nom barramundi feia referència a Scleropages leichardti i Scleropages jardinii. No obstant això, el nom es va apropiar per motius de comercialització durant la dècada del 1980. Lates calcarifer es coneix generalment com a llobarro asiàtic per la comunitat científica internacional, però de vegades es coneix com a llobarro australià o perca gegant.

## Descripció
Aquesta espècie té una forma corporal allargada, amb una boca gran i lleugerament obliqua i una mandíbula superior que s'estén darrere de l'ull. La vora inferior del preopercle és dentada amb una forta columna vertebral en el seu angle, l'opercle té una petita columna vertebral i una solapa dentada per sobre de l'origen de la línia lateral. Les seves escates són ctenoides. En secció transversal, el peix està comprimit i el perfil del cap dorsal clarament còncau. Les aletes dorsal i ventral simples tenen espines i són toves i l'aleta caudal és arrodonida. Els barramundi són peixos d'aigua dolça i salada. Tenen escates grans i platejades que poden tornar-se més fosques o més clares, segons el seu entorn. Els seus cossos poden arribar fins a 1.8 m (5.9 ft) de llarg. El pes màxim és d'uns 60 kg (130 lb). La longitud mitjana és d'uns 0.6–1.2 m (2.0–3.9 ft).
El barramundi habita aigües costaneres, estuaris, llacunes i rius, i es troba en aigües clares generalment dins d'un interval de temperatures de 26-30 °C. Aquesta espècie no realitza migracions extensives dins o entre els sistemes fluvials, fet que presumiblement ha influït en l'establiment d'estocs genèticament diferents al nord d'Austràlia.
El barramundi s'alimenta de crustacis, mol·luscs i peixos més petits (incloent la seva pròpia espècie); els juvenils s'alimenten de zooplàncton. El barramundi és eurihalí, però estenotèrmic. Habita als rius i baixa a estuaris i planes de marea per a desovar. Els barramundi són l'aliment preferit del depredador alfa de la regió, el cocodril marí.
A l'inici del monsó, els mascles migren riu avall per a trobar-se amb les femelles, que ponen un gran nombre d'ous (uns quants milions cadascuna). Els adults no guarden els ous ni els alevins, que necessiten aigua salabrosa per a desenvolupar-se. L'espècie és seqüencialment hermafrodita, amb la majoria d'individus que maduren com a mascles i esdevenen femelles després d'almenys una temporada de posta; la majoria dels exemplars més grans són, per tant, femelles. Els peixos en captivitat de vegades mostren trets atípics dels peixos en estat salvatge: canvien de sexe a una mida més petita, presenten una proporció més alta de dicogàmia i alguns mascles no experimenten inversió sexual.
L'aqüicultura australiana del barramundi està relativament establerta, amb una producció anual de més de 4.000 tones. A la regió més àmplia del sud-est asiàtic s'estima que la producció supera les 30.000 tones. Per contra, la indústria estatunidenca produeix unes 800 tones l'any a partir d'una única instal·lació, Australis Aquaculture, LLC.

## Gastronomia

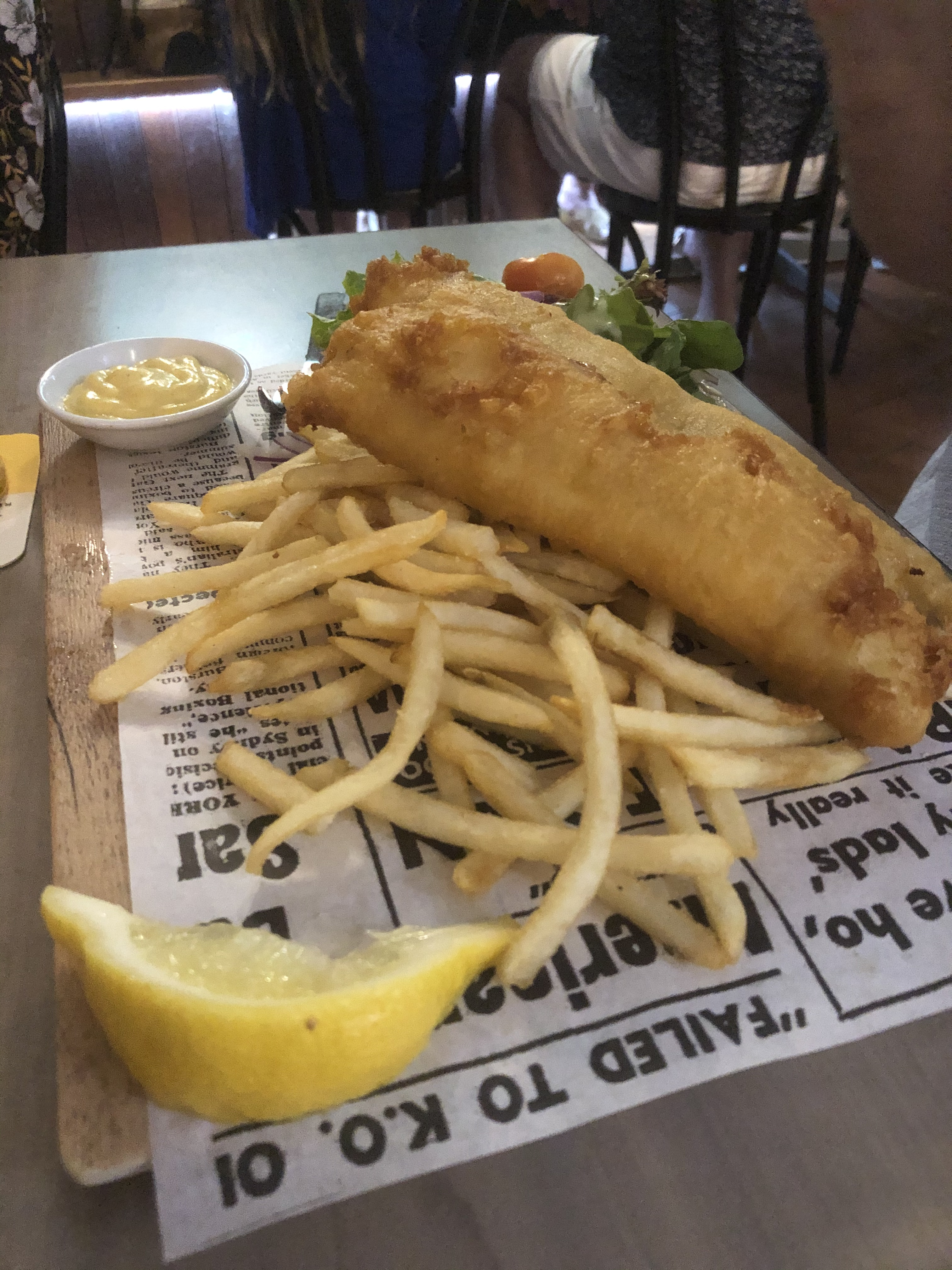
Barramundi amb patates fregides

El barramundi té un sabor suau i una carn blanca amb una quantitat variable de greix corporal. A Austràlia, la demanda del peix és tal que s'importa una quantitat substancial del barramundi que s'hi consumeix. Aquest fet ha suposat una pressió econòmica sobre els productors australians, tant pescadors com aqüicultors, els costos dels quals han augmentat a causa de la distància de molts dels llocs de producció i pesca, així com per les normes ambientals i de seguretat alimentària governamentals. Tot i que l'etiquetatge del país d'origen ha donat als consumidors una major certesa sobre l'origen del barramundi a nivell minorista, no hi ha cap requisit perquè els establiments d'alimentació i restaurants n'etiquetin l'origen.
El bhetki (barramundi) capturat localment és un peix popular a Bengala, que se serveix principalment en festes com ara casaments i altres esdeveniments socials importants. Es cuina com a bhetki machher paturi, bhetki machher kalia, o recobert de suji («sèmola») i fregit a la paella. El chonak (barramundi) pescat localment és un menjar preferit, preparat amb recheado (una masala roja de Goa) o recobert de rava (sooji, sèmola) i fregit a la paella. El peix generalment es fileteja en diagonal. Es menja com a berenar com a plat principal o com a acompanyament de begudes.
El barramundi de les piscifactories locals es coneix com pla kapong (en tailandès ปลากะพง) a Tailàndia. Des de la seva introducció s'ha convertit en un dels peixos més populars de la gastronomia tailandesa. Sovint es menja al vapor amb llima i all, així com també fregit o sofregit amb citronel·la, entre moltes altres maneres. El pla kapong es pot trobar als aquaris de molts restaurants de Tailàndia. Antigament, els lutjàids eren coneguts com a pla kapong abans de la introducció del barramundi a l'aqüicultura tailandesa.
L'aquari de la badia de Monterey va considerar barramundi criat als Estats Units i Vietnam com la «millor opció» en el marc del programa de sostenibilitat Seafood Watch.